# Jörn Rüsen
Jörn Rüsen (Duisburgo, 19 de Outubro de 1938) é um historiador e filósofo alemão.
Os seus textos e investigações abrangem, sobretudo, os campos da teoria e metodologia da história, da história da historiografia e da metodologia do ensino de história.
Rüsen estudou história, filosofia, literatura e pedagogia na Universidade de Colônia, onde se doutorou em 1966, com um trabalho sobre a teoria da história do intelectual oitocentista Johann Gustav Droysen.
De 1974 a 1989, foi professor na Universidade de Bochum. Em 1989, transferiu-se para a Universidade de Bielefeld, um importante pólo de pesquisas históricas na Alemanha da segunda metade do século XX, ao qual também estiveram ligados historiadores como Jürgen Kocka, Reinhart Koselleck, e Hans-Ulrich Wehler. Em 1997, Rüsen transferiu-se para a Universidade de Witten, à qual se encontra vinculado até o presente. Em Bielefeld, Rüsen foi o diretor do Centro de Pesquisas Interdisciplinares (ZIF). De 1997 a 2007, foi também o presidente do Instituto de Altos Estudos em Ciências Humanas (Kulturwissenschaftlichen Institut/KWI) de Essen.

## Principais publicações
- (2006) Kultur macht Sinn: Orientierung zwischen Gestern und Morgen. Köln: Böhlau.
- (2005) History: Narration, Interpretation, Orientation. New York: Berghahn.
- (2003) Kann Gestern besser werden? Essays zum Bedenken der Geschichte. Berlin: Kadmos.
- (2002) Geschichte im Kulturprozess. Köln: Böhlau.
- (2001) Zerbrechende Zeit. Über den Sinn der Geschichte. Köln: Böhlau.
- (1994) Historisches Lernen. Grundlagen und Paradigmen. Köln: Böhlau.
- (1994) Historische Orientierung : über die Arbeit des Geschichtsbewusstseins, sich in der Zeit zurechtzufinden. Köln: Böhlau.
- (1993) Konfigurationen des Historismus: Studien zur deutschen Wissenschaftskultur. Frankfurt am Main : Suhrkamp.
- (1993) Studies in Metahistory. Pretoria: HSRC.
- (1992) Geschichte des Historismus: eine Einführung (em co-autoria com Friedrich Jaeger). München: C. H. Beck.
- (1990) Zeit und Sinn: Strategien historischen Denkens. Frankfurt am Main: Fischer.
- (1989) Lebendige Geschichte: Grundzüge einer Historik III: Formen und Funktionen des historischen Wissens. Göttingen: Vanderhoeck & Ruprecht.
- (1986) Rekonstruktion der Vergangenheit. Grundzüge einer Historik II: die Prinzipien der historischen Forschung. Göttingen: Vanderhoeck & Ruprecht.
- (1983) Historische Vernunft. Grundzüge einer Historik I: Die Grundlagen der Geschichtswissenschaft. Göttingen: Vanderhoeck & Ruprecht.
- (1976) Für eine erneuerte Historik : Studien zur Theorie der Geschichtswissenschaft. Stuttgart: Frommann-Holzboog.
- (1969) Begriffene Geschichte. Genesis und Begrundung der Geschichtstheorie J.G. Droysens. Paderborn: Schöningh.

## Textos em português
- (2015) Teoria da história: Uma teoria da história como ciência. (Trad. Estevão de Rezende Martins). Curitiba: Editora UFPR. ISBN 9788584800049
- (2014) Cultura faz sentido: orientações entre o ontem e o amanhã. (Trad. Nélio Schneider). Petrópolis: Vozes.
- (2012) Aprendizagem histórica: fundamentos e paradigmas. Curitiba: W.A. Editores.
- (2012) "Cultura: universalismo, relativismo ou o que mais?". (Trad. Daniel Carlos Knoll). História & Ensino, v. 18, n. 2, 281-291.
- (2011) Pode-se melhorar o ontem? Sobre a transformação de passado em história. (Trad. Arthur Alfaix Assis) In: Marlon Salomon (Org.). História, verdade e tempo. Chapecó: Argos, 105-132, ISBN 978-85-7897-032-1.
- (2010) Jörn Rüsen e o ensino de história. (Org. Maria Auxiliadora Schmidt, Isabel Barca & Estevão de Rezende Martins). Curitiba: Ed. UFPR.
- (2009) Como dar sentido ao passado. Questões relevantes de meta-história (Trad. Valdei Araújo e Pedro S. P. Caldas). História da Historiografia, no. 2, 163-209.
- (2007) História Viva: Formas e funções do conhecimento histórico. (Trad. Estevão de Rezende Martins). Brasília: Ed. UNB.
- (2007) Reconstrução do Passado: Os princípios da pesquisa histórica. (Trad. Asta-Rose Alcaide). Brasília: Ed. UNB.
- (2006) Didática da história: passado, presente e perspectivas a partir do caso alemão (Trad. Marcos Roberto Kusnick). Práxis Educativa (Ponta Grossa, PR), v. 1, n. 2, p.07-16.
- (2001) Razão histórica. Teoria da história: Os fundamentos da ciência histórica. (trad. Estevão de Rezende Martins). Brasília: Ed. UnB.
- (2001) Perda de sentido e construção de sentido no pensamento histórico na virada do milênio. História: Debates e Tendências (Passo Fundo, RS), v. 2, n. 1, p.9-22.
- (1997) A história entre a modernidade e a pós-modernidade. História: Questões e Debates (Curitiba), v.. 14, n. 26-27, 80-101.
- (1996) Narratividade e objetividade nas ciências históricas. Textos de História (Brasília), v. 4, n. 1, p.75-102.
- (1989) Conscientização histórica frente à pós-modernidade: a História na era da 'nova intransparência". História: Questões e Debates (Curitiba), v., n. 18/19.
- (1987) Explicação narrativa e o problema dos construtos teóricos de narração. Revista da Sociedade Brasileira de Pesquisa Histórica (São Paulo) n. 3.

## Literatura secundária
- ANKERSMIT, Frank. “Rüsen on History and Politics”, in: Ankersmit, Historical Representation. Stanford: Stanford University Press, 2001, 262-280.
- ASSIS, Arthur. A teoria da história de Jörn Rüsen. Uma introdução. Goiânia: Ed. UFG, 2010, ISBN 978-85-7274-312-9.
- CALDAS, Pedro Spinola Pereira. “A arquitetura da teoria. O complemento da trilogia de Jörn Rüsen”, Fênix, v. 5, n. 1, 2008.
- CARR, David. “History as Orientation: Rüsen on Historical Culture and Narration”, History and Theory, v. 45, n. 2, 2006, 229-243.
- JONG, Henk de. “Historical Orientation: Jörn Rüsen’s Answer to Nietzsche and His Followers”, History and Theory, v. 36, n. 2, 1997, 270-288.
- MARTINS, Estevão de Rezende. “Consciência histórica, práxis e cultura. A propósito da teoria da história de Jörn Rüsen”, Síntese (Nova fase), v. 19, n. 56, 1992, 59-73.
- WIKLUND, Martin. “Além da racionalidade instrumental: sentido histórico e racionalidade na teoria da história de Jörn Rüsen”, História da Historiografia, n. 1, 2008, 19-44.